# Chasmogaster gabonensis
Chasmogaster gabonensis är en skalbaggsart som först beskrevs av Louis Burgeon 1947.  Chasmogaster gabonensis ingår i släktet Chasmogaster och familjen långhorningar.
Artens utbredningsområde är Gabon. Inga underarter finns listade i Catalogue of Life.